# Victoria Song
Victoria Song, pseudonimo di Song Qian (Qingdao, 2 febbraio 1987), è una cantante, ballerina, attrice, modella e conduttrice televisiva cinese.
È conosciuta per essere un membro del gruppo femminile k-pop f(x).

## Biografia
Nel 2010 ha ottenuto fama per aver fatto parte di We Got Married Season 2, così come per essere un membro del cast di Invincible Youth. È anche conosciuta per i suoi ruoli nelle serie televisive When Love Walked In, Beautiful Secret, Ice Fantasy, A Life Time Love, Moonshine and Valentine, Find Yourself; e i film My New Sassy Girl, My Best Friend's Wedding e Wished. Song si è classificata 74ª nella classifica di Forbes China Celebrity nel 2017, 41ª nel 2019 e 14ª nel 2020.

## Discografia

### Album in studio
- 2020 – Victoria

### Singoli
- 2018 – Roof on Fire
- 2020 – Up to Me

### Collaborazioni
- 2014 – Loving You (Zhou Mi feat. Victoria Song)

### Colonne sonore
- 2015 – Star Tears
- 2015 – Dear Child
- 2016 – I Believe
- 2016 – Li Luo
- 2016 – Jiu Long Jue
- 2016 – Peach Blossom Source
- 2017 – Ace vs Ace (con Wong Cho-lam e Roy Wang)
- 2017 – You Are an Idol (con Rosamund Kwan, Jiang Xin, Michelle Chen, Shen Mengchen, Tang Yixin, Wang Han & Wu Xiubo)
- 2019 – Heart Signal
- 2019 – Practice to Be Friends (con Oho Ou)
- 2020 – I Want Your Love (con Celina Jade, Zhang Jianing & Li Chun)

## Filmografia

### Cinema
- I AM. (2012)
- SM TOWN Live: The Stage (2015)
- My New Sassy Girl (2016)
- My Best Friend's Wedding (2016)
- Wished (2017)
- City of Rock (2017)
- Legend of the Ancient World (2018)

### Serie
- When Love Walked In (2012)
- Beautiful Secret (2015-2016)
- Ice Fantasy (2016)
- Ice Fantasy Destiny (2017)
- A Life Time Love (2017)
- The Chronicles of Town Called Jian (2018)
- Moonshine and Valentine (2018)
- Love Under the Moon (2019)
- Find Yourself (2020)
- Love Yourself (2020)
- Broker (2021)
- Unfamiliar Lover (2021)

## Programmi televisivi
- Invincible Youth (2010)
- We Got Married 2 (2010-2011)
- Glitter (2013)
- The Strongest Group (2014)
- Superstar China (2014)
- Sisters Over Flowers (2015)
- Ace vs Ace (2017)
- Beat the Champions 2 (2017)
- Up Idol 3 (2017)
- Hot Blood Dance Crew (2018)
- The Next Top Bang (2018)
- Heart Signal 2 (2019)
- My Little One (2020)
- CHUANG 2020 (2020) - mentore